# Etímocles
Etímocles (en llatí Etymocles, en grec antic Ἐτυμοκλῆς) va ser un dels tres ambaixadors espartans enviats a Atenes que es trobaven per casualitat en aquesta ciutat quan Esfòdries va fer una incursió a l'Àtica l'any 378 aC.
Etímocles va ser detingut com a sospitós, juntament amb els seus companys, acusat d'haver participar en la preparació d'aquest atac. Etímocles va poder justificar la seva innocència amb les credencials d'ambaixador, i se li va permetre de sortir de l'Àtica. Xenofont i Plutarc diuen que era amic d'Agesilau. Torna a aparèixer com un dels ambaixadors enviats a negociar una aliança amb Atenes el 369 aC.